# Sepp Jakob

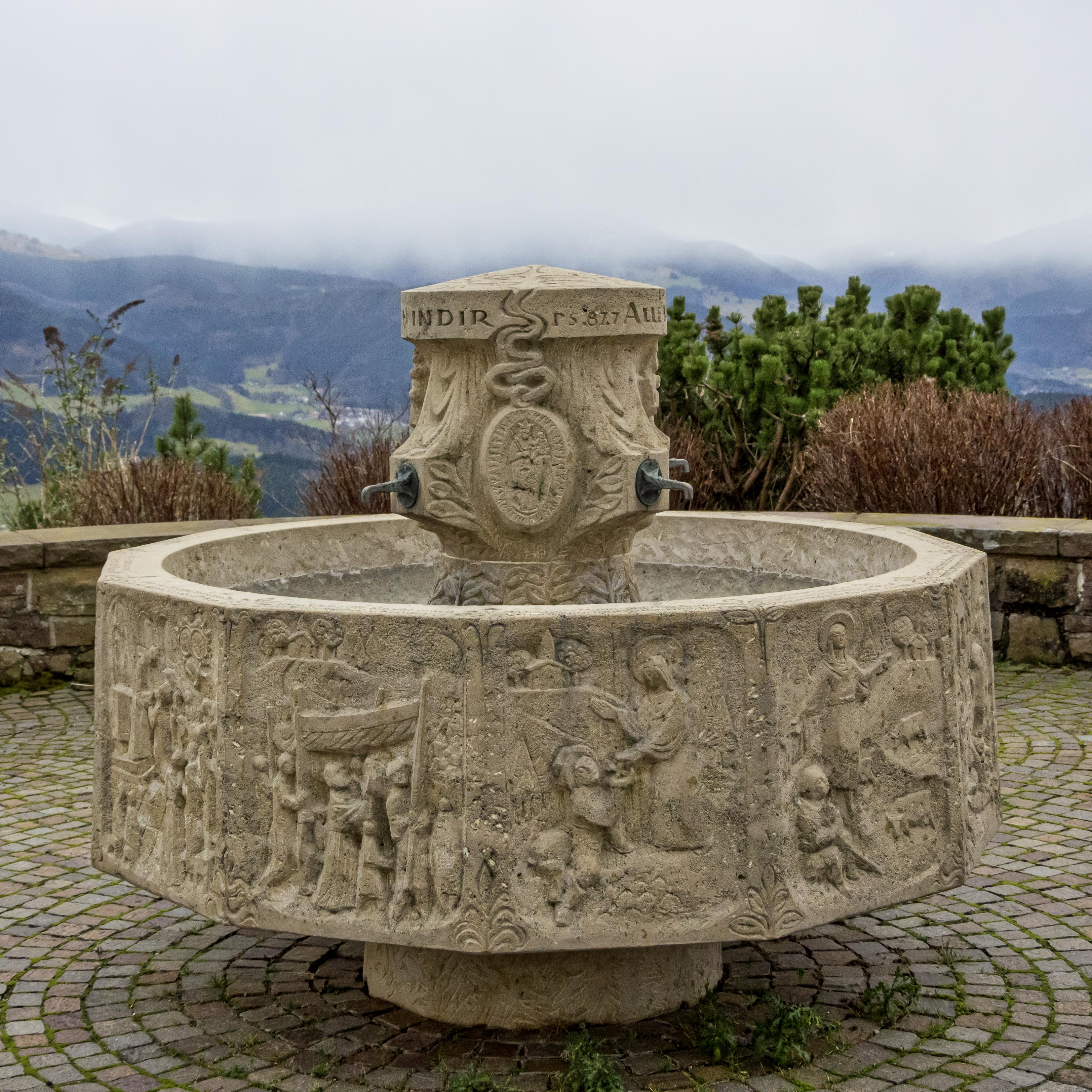
Brunnen bei Maria Lindenberg

Josef «Sepp» Jakob (* 31. März 1925 in Ottobeuren; † 22. März 1993 in Freiburg im Breisgau) war ein deutscher Bildhauer.

## Leben
Sepp Jakob machte eine Lehre als Steinmetz, danach eine Ausbildung als Steinbildhauer in Memmingen und München. 1949 bis 1951 besuchte er die Meisterschule in Freiburg. Er war von 1954 bis 1984 als Werkmeister Leiter der Münsterbauhütte des Freiburger Münsters tätig, daneben seit 1960 als freischaffender Bildhauer.
Sein Sohn Wolfgang Jakob ist als Bildhauer in Gundelfingen tätig.

## Werke
- 1961 Oberrimsingen, Schule, Eingangshalle, Reliefbild zum Leben des heiligen Ulrich[2]
- 1963 Freiburg, Münster, Johannesfigur und Wasserspeier an der Südwestecke des Turmes[3]
- 1964 Oberrimsingen, Gefallenendenkmal vor der Kirche[4]
- 1964 Merdingen, Schulhaus, Eingangshalle, Denkmal für den Bildhauer Johann Baptist Sellinger[5]
- 1965 Merdingen, Bildstock mit der Statue des Weinpatrons St. Morandus[6]
- 1965 Niederrimsingen, Gottesackerkapelle bei der Kirche, Gefallenengedenkstätte[7]
- 1966 Opfingen, evangelische Pfarrkirche, Taufstein[8]
- 1969 Stuttgart, Landtag, Porträtbüsten der ehemaligen Landtagspräsidenten Franz Gurk[9] und Camill Wurz[10]
- 1970 Freiburg, Münsterplatz, Fischbrunnen, Brunnentrog[11]
- 1976 Wittelbach, St. Peter und Paul, Tabernakel
- um 1980: Freiburg, Universitätsklinikum, Wandrelief „Armenarzt Dr. Georg Carl Staravasnig“[12]
- 1986 Niederrotweil, St. Michael, Gedenktafel für Joseph Sauer
- 1987 Merzhausen, Marienbrunnen vor St. Gallus
- Freiburg, Münster, Wimperg der Marienkrönung über dem Hauptportal[13]
- Wallfahrtskirche Maria Lindenberg bei St. Peter, Kreuzweg, Brunnen und Mariensäule[14]

## Schriften
- Die Erneuerung der Plastiken am Hauptturm des Freiburger Münsters. In: Steinmetz + Bildhauer 1973.
- 25 Jahre Freiburger Meisterschule für Stein- und Holzbildhauer, Steinmetzen und Steintechnik. In: Naturstein 29, 1974, S. 203–207.
- mit Donatus M. Leicher: Schrift + Symbol in Stein, Holz und Metall. Callwey, München 1977, ISBN 978-3-7667-0392-7, 3., überarbeitete und aktualisierte Auflage 1997.
- Donatus M. Leicher, Odilo Kaiser: Grabmalinschriften. Worte zum Tod für das Leben. Mit 98 Schriftgestaltungsbeispielen von Sepp Jakob. Callwey, München 1985, ISBN 3-7667-0756-6.
- mit Klaus Geis: Zur Arbeit der Freiburger Münsterbauhütte. Referat im Jahr 1973 anlässlich einer Tagung der Staatlichen Hochbauverwaltung des Landes Baden-Württemberg. Münsterbauverein, Freiburg (1986?).
- Die Veränderung des Breisacher Lettners 1960. In: Unser Münster, hrsg. vom Münsterbauverein Breisach. Heft 1, 1990, letzte Seite.